# Rajskie (Brzeście)
Rajskie – kolonia wsi Brzeście w Polsce, położona w województwie świętokrzyskim, w powiecie jędrzejowskim, w gminie Wodzisław.
W latach 1975–1998 kolonia należała administracyjnie do województwa kieleckiego.